# 獵人赫恩

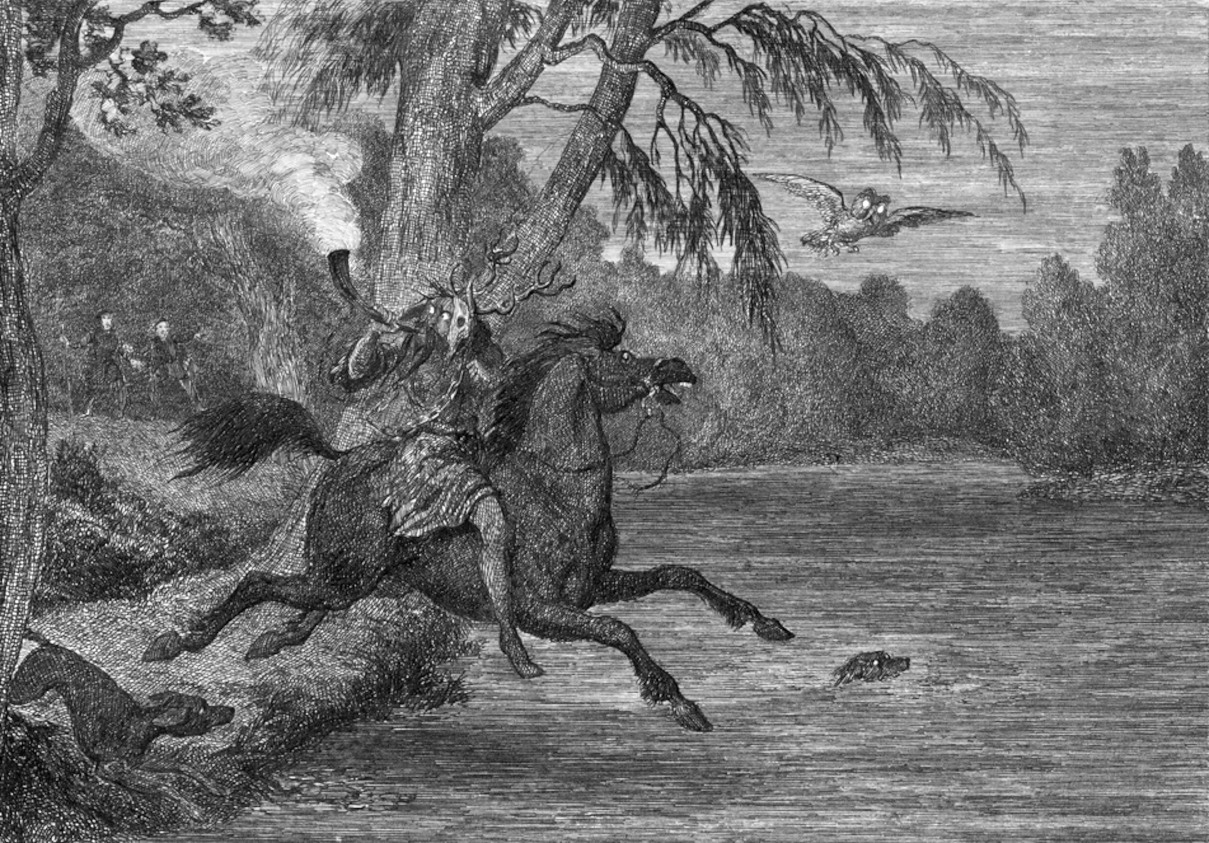
赫恩與他的戰馬、獵犬及貓頭鷹，來自哈里森·愛斯沃斯的《溫莎城堡》，由克魯克香克繪製於1843年左右

獵人赫恩（Herne the Hunter）是傳說中出沒于英國伯克郡溫莎森林和溫莎大公園的一個幽靈，其頭上長著鹿角。首次書面提及獵人赫恩的文獻是莎士比亞1597年出版的《溫莎的風流孃兒們》，不過最早的版本中書寫為“Horne”，後來赫恩又多次出現於其他著作和媒體中。而起具體的起源還有爭議。

## 來源
關於獵人赫恩的起源有許多種說法，而還有更多的傳說沒有佐證。在R. Lowe Thompson1929年著作《The History of the Devil – The Horned God of the West Herne》中，作者認為獵人赫恩和其他歐中傳說中的鬼獵人來源相同，并認為“Herne”可能與高盧人的神祇瑟農諾斯之名起源相同。 一些現代的異教例如威卡教相信這一說法，並將獵人赫恩與神瑟農諾斯畫上了等號。 但實際上赫恩只是出現於伯克郡內，其他地區並沒有相關記載。與之相對，瑟農諾斯也從沒有在英國本土傳說中出現過。 赫恩與瑟農諾斯可能確實有相同的語根*ker-n-（意思是骨頭或角），但更加相似的來源是古英語的“hyrne”，意即“角落”或“角”。
在中世紀前期，溫莎森林是在盎格魯撒克遜人的控制下的，此地同時也被用來祭祀他們的神沃登（有角）等。有人認為“Herne”是來自沃登的一個頭銜“Herian”。
在莎士比亞和薩繆爾·艾爾蘭都將赫恩當做一個真實存在的歷史人物來描述。因為根據傳說，獵人赫恩可能是亨利八世時一個叫做理查德·赫恩（Richard Horne）的自耕農的幽靈，此人因在樹林中非法狩獵而被捕。最早支持這個說法的人是詹姆斯·哈利韋爾-菲利普斯。

## 外部連結
- Royal Berkshire History: Beware the Ghostly Hunt of Herne the Hunter （页面存档备份，存于）
- Mystical Worldwide Web: The Legend of Herne the Hunter （页面存档备份，存于）
- Independent Movie: Call of the Hunter (the legend of Herne the Hunter)